# SVD (vuurwapen)
De SVD (СВД; Russisch: Снайперская винтовка Драгунова, Snajperskaja Vintovka Dragoenova) (SVD) is een Russisch scherpschuttersgeweer. Het wapen is ontwikkeld door Jevgeni Dragoenov en werd in 1963 door het Russische leger in gebruik genomen. Kort erna kregen ook de andere Warschaupactlanden de beschikking over dit geweer.
De SVD wordt op dit moment in Rusland door de firma Kalasjnikov geproduceerd. Daarnaast produceert en exporteert het Chinese Norinco het wapen onder de naam NDM-86. Het wapen wordt ook in het voormalige Oostblok in licentie geproduceerd.. De SVD heeft magazijnen die tien patronen van het kaliber 7,62x54mmR kunnen bevatten.
De SVD is na de Kalasjnikov een van de bekendste Russische vuurwapens.

## Varianten
SVDM – Een modernere variant, die werd verstrekt vanaf 2018 . Vergeleken met de voorloper heeft de SVDM o.a. een dikkere en andere loop (550 mm). De SVDM heeft een lengte van 1135 mm (met ingeklapte kolf) en weegt 5,3 kg .

### Civiele varianten
Tigr – De civiele versie van de SVD, die geen bajonetbevestiging heeft. Dit model is beschikbaar met een korte (520 mm) of standaard (620 mm) loop, en in verschillende kalibers (7.62×54mmR, .308 Winchester, .30-06 Springfield of 9.3×64mm Brenneke).

## Vizier
De SVD is bedoeld voor gebruik met een telescoopvizier, maar heeft ook een normaal laddervizier. 
Het laddervizier heeft 13 standen, aangegeven met de Cyrillische letter P (П) en de getallen een tot en met twaalf. Deze eerste stand is een gevechtsvizierstand die overeenkomt met 400 meter, terwijl de getallen elk een afstand van honderden meters aangeven.
Het telescoopvizier is een 4×24 ПСО-1 (PSO-1), en wordt bevestigd aan de linkerkant van het wapen. Dit vizier kan van 100 tot 1000 meter in stappen van 100 meter worden aangepast, waarna men op 1000 meter bovendien drie mikpunten heeft voor respectievelijk 1100, 1200, en 1300 meter. Bovendien beschikt het vizier over een afstandsmeter, waarbij een soldaat van 1,70m lang tussen twee lijnen wordt geplaatst. Deze afstandsmeter is bruikbaar tussen 200 en 1000 meter, in stappen van 100 meter.
De PSO-1 kan met enige aanpassing en een extra accessoire ook bij duisternis functioneren.

## Toebehoren
Aan elke Dragoenov-schutter wordt standaard een Kalasjnikov-bajonet, schoonmaakgereedschap voor het wapen, afstel- en onderhoudsgereedschap voor het optische vizier, een foedraal ter bescherming van het telescoopvizier en twee tassen verstrekt. De grotere tas dient ter opberging van vier patroonmagazijnen, terwijl de kleinere tas bedoeld is voor een olieflesje, batterijen, en nachtzicht apparatuur.

## Gebruik
Elk BTR- en BMP-pantserinfanteriepeloton heeft één Dragoenov-geweer, ingedeeld in een tirailleurgroep.